# Liste der Monuments historiques in Ribeaucourt (Meuse)
Die Liste der Monuments historiques in Ribeaucourt führt die Monuments historiques in der französischen Gemeinde Ribeaucourt auf.

## Liste der Immobilien
| Bezeichnung      | Beschreibung           | Standort                  | Kennzeichnung | Schutzstatus | Datum | Bild           |
| ---------------- | ---------------------- | ------------------------- | ------------- | ------------ | ----- | -------------- |
| Kirche St-Martin | ab dem 12. Jahrhundert | Chemin de l’Église (Lage) | PA00106609    | Inscrit      | 1986  | weitere Bilder |

## Liste der Objekte
| Bezeichnung                      | Beschreibung                                                            | Standort                        | Kennzeichnung | Schutzstatus | Datum | Bild |
| -------------------------------- | ----------------------------------------------------------------------- | ------------------------------- | ------------- | ------------ | ----- | ---- |
| Taufbecken                       | Stein, Holzdeckel, 18. Jahrhundert                                      | in der Kirche St-Martin (Lage)  | PM55000514    | Classé       | 1988  |      |
| Skulpturen der vier Evangelisten | Stein, farbig gefasst, Ende des 18. Jahrhunderts                        | in der Kirche St-Martin (Lage)  | PM55000511    | Classé       | 1988  |      |
| Sakristeischrank                 | Eichenholz, 18. Jahrhundert; 2002 gestohlen                             | in der Kirche St-Martin (Lage)  | PM55002245    | Inscrit      | 1988  |      |
| 30 Kirchenbänke                  | Eichenholz, zweite Hälfte des 18. Jahrhunderts                          | in der Kirche St-Martin (Lage)  | PM55002244    | Inscrit      | 1988  |      |
| Martinsaltar                     | Altartisch, Retabel und Skulptur; Stein, Stuck, 18. Jahrhundert         | in der Kirche St-Martin (Lage)  | PM55000509    | Classé       | 1988  |      |
| Uhrwerk                          | gegen Ende des 17. Jahrhunderts gebaut                                  | in der Kirche St-Martin (Lage)  | PM55001318    | Classé       | 2000  |      |
| Marienaltar                      | Altartisch, Retabel und Skulptur; Stein, Stuck, 17. und 18. Jahrhundert | in der Kirche St-Martin (Lage)  | PM55000510    | Classé       | 1988  |      |
| Skulptur Heiliger Rochus         | Stein, farbig gefasst, 18. Jahrhundert                                  | in der Kirche St-Martin (Lage)  | PM55000512    | Classé       | 1988  |      |
| Skulptur Heiliger Sebastian      | Stein, farbig gefasst, 18. Jahrhundert                                  | in der Kirche St-Martin (Lage)  | PM55000513    | Classé       | 1988  |      |
| Kreuzigungsgruppe                | Stein, farbig gefasst, 18. Jahrhundert                                  | in der Kirche St-Martin (Lage)  | PM55002243    | Inscrit      | 1988  |      |
| Skulptur Heilige Barbara         | Kalkstein, 17. Jahrhundert; 1995 gestohlen                              | in der Kirche St-Martin (Lage)  | PM55002246    | Inscrit      | 1992  |      |
| Portal zum Friedhof              | Kalkstein, 18. Jahrhundert; mit Teilen des ehemaligen Hauptaltars       | vor der Kirche St-Martin (Lage) | PM55000515    | Classé       | 1988  |      |